# Brachylomia
Brachylomia is een geslacht van nachtvlinders uit de familie Noctuidae.
De wetenschappelijke naam is afgeleid van Grieks "brakhus" (kort) en "loma" (franje), en verwijst naar de korte franje van de (Amerikaanse) typesoort.

## Soorten
- Brachylomia algens (Grote, 1878) (synoniem Brachylomia onychina (Guenée, 1852))
- Brachylomia cascadia J.T.Troubridge & Lafontaine, 2007
- Brachylomia chretieni (Rothschild, 1914)
- Brachylomia curvifascia (Smith, 1891)
- Brachylomia discinigra (Walker, 1856)
- Brachylomia discolor Smith, 1904
- Brachylomia elda (French, 1887)
- Brachylomia incerta Köhler, 1952
- Brachylomia obscurifascia J.T.Troubridge & Lafontaine, 2007
- Brachylomia pallida J.T.Troubridge & Lafontaine, 2007
- Brachylomia populi (Strecker, 1898)
- Brachylomia pygmaea (Draudt, 1950)
- Brachylomia rectifascia (Smith, 1891)
- Brachylomia sierra J.T.Troubridge & Lafontaine, 2007
- Brachylomia thula (Strecker, 1898)
- Brachylomia uralensis (Warren, 1910)
- Brachylomia viminalis (Fabricius, 1777) - Katwilguiltje